# هایتونگ سکوریتیز
هایتونگ سکوریتیز (به چینی: 海通證券股份有限公司) شرکت کارگزاری خدمات مالی چینی است، که در زمینه ارائه خدمات بانکداری سرمایه‌گذاری، مبادلات سهام اختصاصی، مدیریت دارایی و مدیریت صندوق‌های سرمایه‌گذاری مشترک فعالیت می‌کند.
شرکت هایتونگ سکوریتیز در سال ۱۹۸۸ تأسیس شد و در حال حاضر با در اختیار داشتن شبکه‌ای از ۲۴۰ دفتر خدماتی، پس از شرکت سیتیک سکوریتیز، دومین شرکت کارگزاری بورس اوراق بهادار در چین می‌باشد.
دفتر مرکزی این شرکت در شهر شانگهای قرار دارد و بخشی از سهام آن در بازارهای بورس اوراق بهادار هنگ کنگ، بورس تایوان و بورس شانگهای معامله می‌شود.